# 하이디 하이트캠프
메리 캐스린 "하이디" 하이트캠프(영어: Mary Kathryn "Heidi" Heitkamp, 1955년 10월 30일 ~ )는 미국 민주당 소속의 정치인이다. 노스다코타주 검찰총장을 지냈고, 2013년부터 2019년까지 상원 의원으로 재직하였다. 노스타코다주 하원의원이었던 케빈 크레이머에게 패배, 2019년 1월 3일 임기가 종료되었다.

## 역대 선거 결과
| 선거명      | 직책명                      | 대수  | 정당   | 득표율   | 득표수    | 결과 | 당락                        |
| ----------- | --------------------------- | ----- | ------ | -------- | --------- | ---- | --------------------------- |
| 1986년 선거 | 노스다코타 조세감독관       | 20대  | 무소속 | 단독후보 | 무투표    | 1위  | 노스다코타 조세감독관 당선  |
| 1988년 선거 | 노스다코타 조세감독관       | 20대  | 민주당 | 65.80%   | 192,914표 | 1위  | 노스다코타 조세감독관 당선  |
| 1992년 선거 | 노스다코타 법무장관         | 28대  | 민주당 | 62.38%   | 186,606표 | 1위  | 노스다코타주 법무장관 당선  |
| 1996년 선거 | 노스다코타 법무장관         | 28대  | 민주당 | 63.82%   | 167,863표 | 1위  | 노스다코타주 법무장관 당선  |
| 2000년 선거 | 노스타코다 주지사           | 31대  | 민주당 | 44.97%   | 130,144표 | 2위  | 낙선                        |
| 2012년 선거 | 상원의원 (노스타코다 제1부) | 113대 | 민주당 | 50.24%   | 161,337표 | 1위  | 노스타코다 주 상원의원 당선 |
| 2018년 선거 | 상원의원 (노스타코다 제1부) | 116대 | 민주당 | 44.27%   | 144,376표 | 2위  | 낙선                        |